# نوسنتینر هوته
نوسنتینر هوته (به آلمانی: Nossentiner Hütte) یک شهر در آلمان است که در مکلنبورگیشه زنپلاته واقع شده‌است. نوسنتینر هوته ۷۲۴ نفر جمعیت دارد.